# Casa del Marquès de Castellbell (Anglesola)
La Casa del Marquès de Castellbell, també coneguda com a Cal Paguera, és un edifici d'Anglesola (Urgell) catalogat com a bé cultural d'interès local.

## Descripció

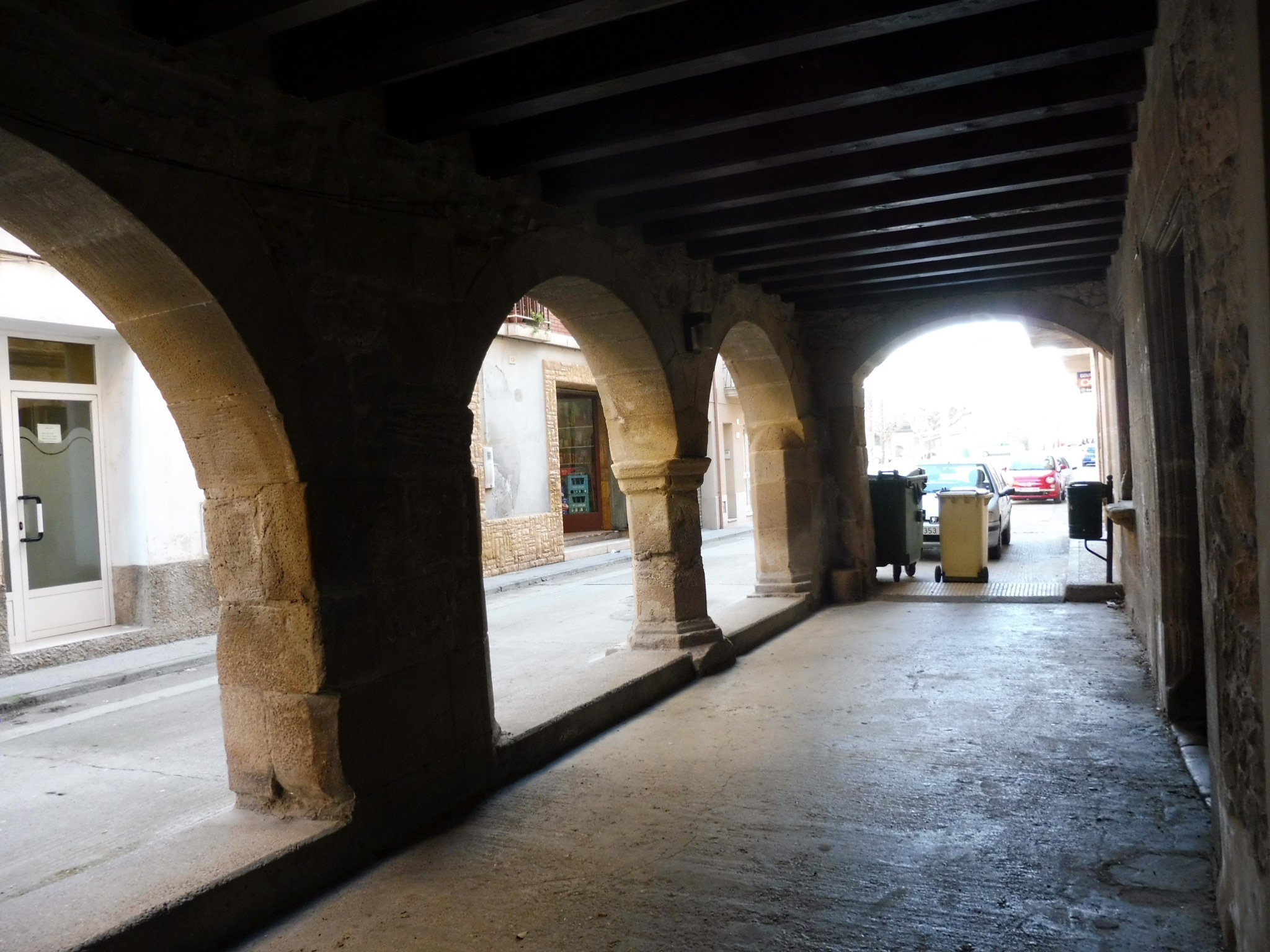
Porxos

Casa pairal renaixentista del segle xvi, situada a l'inici del carrer Major, on comença la part porticada del carrer. De fet, els porxos s'alcen just davant la casa, de manera que un primer tram de façana és arran de carrer. En iniciar-se la porxada, es crea un angle recte que genera un reclau.
Consta de planta baixa, pis i golfes amb coberta de teula àrab a dues aigües. El parament de la façana és de pedra polidament carreuada disposada en filades horitzontals. A la planta baixa, en la part porticada, s'alcen les tres arcades, i en perpendicular, la quarta arcada que dona entrada al tram porticat. Per la part interior conserven l'embigat de fusta. Marcant els forjats del pis i les golfes, una gruixuda cornisa recorre tot l'ample de façana.
Tot i l'estretor del carrer que fa difícil apreciar-ho, la composició de la façana és senyorial. Per la diferent secció de les obertures i el parament de les golfes en pedra irregular, s'endevina que l'extrem dret correspondria a un cos annex integrat al conjunt. A la planta baixa, a la part interior porxada, hi ha la portalada de llinda i motllurada a tot el marc, amb la porta de fusta original, flanquejada a esquerra per un finestral íntegrament motllurat i de gros ampit. Encara a l'esquerra, ja fora del tram porticat, hi ha un segon finestral semblant.
Al pis noble, sobre els tres porxos, hi ha dos finestrals i un discret balconet a pla de façana. Al reclau, un sumptuós balcó sobre el porxo, i un darrer finestral amb incisió conopial a la llinda. El balcó presenta balustre de ferro i poms als angles, i ve coronat per un escut mutilat damunt la llinda. A les golfes, en semblant antic, però de factura moderna, damunt de cada obertura del pis hi apareix un modest finestró amb ampit. Es remata la façana amb un ràfec de fusta sostingut sobre permòdols.
Molt a prop de la casa, allà on acaba el carrer, s'alçava el Portal de Cervera, que feia part de la muralla d'Anglesola. Entremig de Cal Paguera i el dit portal, a 7 m de la casa es conserva un arc apuntat o portal que donava accés al Call d'Anglesola, al carrer de Sant Pau.

## Història
Fins al 1995, la casa fou propietat dels descendents dels marquesos de Castellbell. En aquell moment, passà a les mans d'uns particulars que n'han efectuat la rehabilitació.